# Joris Pijs
Joris Pijs (Groninga, 2 de abril de 1987) es un deportista neerlandés que compitió en remo.
Ganó una medalla de plata en el Campeonato Mundial de Remo de 2012 y una medalla de plata en el Campeonato Europeo de Remo de 2010, ambas en la prueba de dos sin timonel ligero.

## Palmarés internacional
| Campeonato Mundial | Campeonato Mundial          | Campeonato Mundial | Campeonato Mundial     |
| Año                | Lugar                       | Medalla            | Prueba                 |
| ------------------ | --------------------------- | ------------------ | ---------------------- |
| 2012               | Plovdiv (Bulgaria)          | Medalla de plata   | Dos sin timonel ligero |
| Campeonato Europeo |                             |                    |                        |
| Año                | Lugar                       | Medalla            | Prueba                 |
| 2010               | Montemor-o-Velho (Portugal) | Medalla de plata   | Dos sin timonel ligero |